# Arroyo Zapotillo
Arroyo Zapotillo är en ort i Mexiko.   Den ligger i kommunen San Felipe Jalapa de Díaz och delstaten Oaxaca, i den sydöstra delen av landet, 300 km sydost om huvudstaden Mexico City. Arroyo Zapotillo ligger 124 meter över havet och antalet invånare är 1 174.
Terrängen runt Arroyo Zapotillo är varierad. Runt Arroyo Zapotillo är det ganska glesbefolkat, med 39 invånare per kvadratkilometer. Närmaste större samhälle är San Felipe Jalapa de Díaz, 1,1 km sydost om Arroyo Zapotillo. Omgivningarna runt Arroyo Zapotillo är en mosaik av jordbruksmark och naturlig växtlighet.